# Baía Rossiter
Baía Rossiter (em inglês Rossiter Bay), localiza-se na costa sul da Austrália Ocidental, no Parque Nacional Cabo Le Grand a Este de Esperance. A baía é conhecida como o local onde o explorador Edward John Eyre e Wylie,o seu companheiro Aborígene, encontraram-se com a tripulação do navio baleeiro francês Mississipi em Junho de 1941, após completarem a travessia da Planície Nullarbor.